# NGC 4371
NGC 4371 is een balkspiraalstelsel in het sterrenbeeld Maagd. Het hemelobject werd op 15 maart 1784 ontdekt door de Duits-Britse astronoom William Herschel.

## Synoniemen
- UGC 7493
- MCG 2-32-33
- ZWG 70.57
- VCC 759
- PGC 40442